# سوق السبت أولاد النمة
سوق السبت أولاد النمة أو أولاد النمة هي مدينة مغربية تقع في جهة بني ملال خنيفرة بإقليم الفقيه بن صالح (إقليم بني ملال سابقا). عدد سكانها 51.049 نسمة (عام 2004). تقع على ارتفاع 409 أمتار فوق مستوى سطح البحر.و هي مدينة شابة تنمو تدريجيا تبعد عن مدينة بني ملال ب 36 كلم وعن الدار البيضاء ب 195 كلم وعن مراكش ب 175 كلم وعن الرباط العاصمة ب 250 كلم.
كانت المدينة غداة استقلال المغرب مركزا صغيرا يضم بعض عشرات المنازل تحيط بسوق يقع عند تقاطع الطريق الجهوية رقم 309 والطريقين الإقليميتين رقم 3224 و 3211. لكن منذ سنة 1992 أصبحت سوق السبت جماعة حضرية تطبيقا للمرسوم رقم 92-2-468 الصادر بتاريخ (30-06-1992) وعرفت عدة تطورات.
خلال سنة 2004 بلغ عدد سكانها 51.049 نسمة وأصبح المدار الحضري يحتل مساحة 350 هكتارا من أصل 1500 هكتار.

## الديموغرافيا
· 

## القطاعات الحيوية بالمدينة
فلاحيا: تعتبر المدينة من المدن الفلاحية المغربية حيت تحيط بها مزارع وأراضي فلاحية كثيرة ممتدة من من الفقيه بن صالح إلى ولاد عياد وتعتبر المنتوجات الفلاحية أهم قطاع تجاري حيت يعتبر سوق المدينة أحد أكبر الأسواق التقليدية بالمملكة.
صناعيا: يعتبر معمل السكر بمدينة سوق السبت من أهم الركائز الاقتصادية بالمدينة إلى أنه أغلق في السنوات الماضية وقد كان هدا الأخير يجلب دخل هائل للمدينة يقدر بالملايين، وكان يشغل عدد كبير من العمال من داخل المدينة ومن خارجها وقد نجم عن اغلاقه بعض المشاكل المادية للعمال. [بحاجة لمصدر]
كما أنها تحتوي على فريق شباب سوق السبت لكرة اليد الذي فاز بلقب كأس العرش لسنة 2017 ويعتبر هذا الفريق من أحسن الفرق الشابة في المغرب.